# فيك سيرز
فيك سيرز (بالإنجليزية: Vic Sears) هو لاعب كرة قدم أمريكية أمريكي، ولد في 14 مارس 1918 في أوريغون في الولايات المتحدة، وتوفي في 21 سبتمبر 2006 في وينستون-سالم في الولايات المتحدة.

## وصلات خارجية
- فيك سيرز على موقع مرجع كرة القدم المحترفة.كوم (الإنجليزية)